# Заслучно
Заслу́чно (бел. Заслучна) — деревня в Брестском районе Брестской области Белоруссии, в 17,5 км к юго-востоку от центра Бреста и в 3,5 км по автодорогам к югу от Мухавца. Входит в состав Мухавецкого сельсовета.

## История
В XIX веке деревня входила в состав имения Каменица-Бискупская в Брестском уезде Гродненской губернии, принадлежавшего графине Красинской. В 1870 году деревня относилась к Бискупско-Каменицкому сельскому обществу, имелось 118 ревизских душ. По переписи 1897 года — 39 дворов. В 1905 году — деревня Каменицко-Жировецкой волости Брестского уезда.
После Рижского мирного договора 1921 года — в составе гмины Каменица-Жировецкая Брестского повята Полесского воеводства Польши.
С 1939 года — в составе БССР.